# 도그리브어
도그리브어(Dogrib) 또는 틀리초어(Tlicho, Tłı̨chǫ Yatıì)는 캐나다 노스웨스트 준주의 도그리브족이 사용하는 언어이다. 2016년 캐나다 통계청에 따르면 1,735명이 도그리브어를 사용했다.

## 음운론

### 자음
다음은 도그리브어 자음 음소와 표준 철자법이다.
|        |               | 양순음  | 치경음    | 치경음    | 후치경음  | 경구개음 | 연구개음 | 연구개음  | 성문음 |
| 중설음 | 설측음        | 양순음  | 기본      | 순음화    | 후치경음  | 경구개음 |          |           | 성문음 |
| ------ | ------------- | ------- | --------- | --------- | --------- | -------- | -------- | --------- | ------ |
| 비강음 | 순수 비음     | m /m/   | n /n/     |           |           |          |          |           |        |
| 비강음 | 선비음화 자음 | mb /ᵐb/ | nd /ⁿd/   |           |           |          |          |           |        |
| 파열음 | 무기음        | (b /p/) | d /t/     |           |           |          | g /k/    | gw /kʷ/   | ’ /ʔ/  |
| 파열음 | 유기음        |         | t /tʰ/    |           |           |          | k /kʰ/   | kw /kʷʰ/  |        |
| 파열음 | 방출음        |         | t’ /tʼ/   |           |           |          | k’ /kʼ/  | kw’ /kʷʼ/ |        |
| 파찰음 | 무성 파찰음   |         | dz /ts/   | dl /tɬ/   | j /tʃ/    |          |          |           |        |
| 파찰음 | 유기음        |         | ts /tsʰ/  | tł /tɬʰ/  | ch /tʃʰ/  |          |          |           |        |
| 파찰음 | 방출음        |         | ts’ /tsʼ/ | tł’ /tɬʼ/ | ch’ /tʃʼ/ |          |          |           |        |
| 마찰음 | 유성음        |         | z /z/     | l /ɮ/     | zh /ʒ/    |          | gh /ɣ/   |           |        |
| 마찰음 | 무성음        |         | s /s/     | ł /ɬ/     | sh /ʃ/    |          | x /x/    |           | h /h/  |
| 접근음 | 유성음        |         | r /ɾ~ɹ/   |           |           | y /j/    |          | w /w/     |        |
| 접근음 | 무성음        |         |           |           |           |          |          | wh /ʍ/    |        |

무기음은 가볍게 유성음화될 수 있다. 유기음은 후설 모음 앞에서 [Cˣʰ]처럼 파찰음화될 수 있다.

### 모음
단모음과 장모음, 구강모음과 비모음, 고조와 저조의 두 성조를 음소적으로 구분하며 다른 철자로 적는다.:
- 단모음:
  - a /a/
  - e /e/
  - ı /i/
  - o /o/
  - ą /ã/
  - ę /ẽ/
  - ı̨ /ĩ/
  - ǫ /õ/

- 장모음:
  - aa /aː/
  - ee /eː/
  - ıı /iː/
  - oo /oː/
  - ąą /ãː/
  - ęę /ẽː/
  - ı̨ı̨ /ĩː/
  - ǫǫ /õː/

- 비모음은 오고네크로 표기한다(도그리브어로는 ‘wı̨ghǫą’, ‘그것의 작은 코’라 부른다). 예: ą.
- 저조는 억음 부호로 표기한다(도그리브어로는 ‘wets'aà’, ‘그것의 모자’라고 부른다). 예: à.
- 고조는 표시하지 않는다.
- 점 있는 ‘i’ 가 아니라 점 없는 ‘ı’ 글자를 사용한다.

## 같이 보기
- 캐나다의 언어
- 아메리카 원주민 언어